# Mercè Pigem i Palmés
Maria Mercè Pigem i Palmés (Lleida, 24 de juliol de 1954) és una advocada i política catalana,ha estat diputada al Congrés dels Diputats per Convergència Democràtica de Catalunya des del 2000 al 2013.

## Biografia
Llicenciada en dret per la Universitat Autònoma de Barcelona, especialitzada en Dret canònic per la Universitat de Salamanca i màster en Psiquiatria Forense per l'Hospital Clínic de Barcelona. Advocada en exercici des de 1977, especialitzada en dret de família. Ha estat Diputada de la Junta de l'Il·lustre Col·legi d'Advocats de Barcelona (ICAB), membre de la Societat Catalana d'Advocats de Família, de l'Associació Espanyola d'Advocats de Família, professora de l'Escola de Pràctica Jurídica de l'ICAB i del Màster de Dret de Família de la Universitat de Barcelona.
Militant i membre del comitè nacional de Convergència Democràtica de Catalunya, ha estat diputada per Convergència i Unió (CiU) per la circumscripció de Barcelona a les eleccions generals espanyoles de 2000, 2004, 2008 fins al 2013.
El 28 de novembre de 2014, el president del Consell General del Poder Judicial (CGPJ), Carlos Lesmes va demanar-li la renúncia al càrrec de vocal del Consell després que se la identifiqués travessant la frontera amb Andorra amb 9.500 euros. Si bé va reconèixer els fets, Pigem va subratllar que la seva actitud no era constitutiva de delicte ni d'infracció administrativa, ja que el topall és de 10.000 euros. D'altra banda, Lesmes va argumentar la necessitat que els membres de la cúpula del Poder Judicial hagin d'actuar amb exemplaritat i generar confiança als ciutadans. La dimissió es feu efectiva l'endemà.